# Ferry Fryston
Ferry Fryston var en civil parish fram till 1938 då den blev en del av Castleford, Knottingley, Pontefract och Fairburn, i grevskapet West Riding of Yorkshire (nu West Yorkshire och North Yorkshire), i England. Denna civil parish hade 7 166 invånare år 1931.